# Heinrich Lotz (Geologe)
Heinrich Ludwig Lotz (* 22. Februar 1873 in Hersfeld; † 5. Januar 1943 in Marburg) war ein deutscher Geologe und Bergrat, der in der Diamantenförderung in Deutsch-Südwestafrika tätig war.
Lotz war der Sohn eines Kaufmanns und studierte nach dem Abitur in Hersfeld ab 1891 in Marburg und Tübingen Geologie. Er war in Marburg Assistent von Emanuel Kayser und daneben auch Schüler Theobald Fischer (1846–1910) und wurde 1899 promoviert (über ein Thema der Meteorologie). 1900 wurde er Hilfsgeologe bei der Preußischen Geologischen Landesanstalt (PGLA), ab 1902 mit fester Anstellung. Aber schon 1903 ging er als Geologe in die Kolonialverwaltung nach Deutsch-Südwestafrika. Bevor er seine Erkundung von Wasservorkommen und Bodenschätzen beginnen konnte, brach der Herero-Aufstand aus und Lotz stellte bei der deutschen Schutztruppe deren Wasserversorgung sicher. 1906 kehrte er nach Deutschland zurück, wo er bei der PGLA Bezirksgeologe wurde (er war bis 1909 bei der PGLA), viele Vorträge hielt und den Kronenorden 4. Klasse mit Schwertern erhielt. 1907 war er wieder in Deutsch-Südwestafrika Generalbevollmächtigter des Südwestafrikanischen Minensyndikats, richtete ein Labor für Bodenschatzsuche ein und erhielt nach den Diamantenfunden in der Kolonie die Leitung der neu gegründeten Deutschen Diamanten-Gesellschaft. Bis 1914 wechselte er regelmäßig zwischen Aufenthalten in Südwestafrika und Deutschland. Bei Ausbruch des Ersten Weltkriegs war er auf Schiffsreise zurück nach Deutschland, als das Schiff nach Brasilien umgeleitet wurde, wo er den Rest des Krieges verbrachte und Südamerika erkundete. Die Deutsche Diamanten-Gesellschaft wurde nach Besetzung durch die Südafrikaner von der Consolidated Diamond Mines (CDM) übernommen, wobei die deutschen Besitzer entschädigt wurden. Lotz war noch bis in die 1920er Jahre als Vorsitzender der Deutschen Kolonialgesellschaft in Südwestafrika mit der Abwicklung von Geschäften befasst. 1923 kehrte er nach Deutschland zurück und war Geologe bei der Otavi Minen- und Eisenbahn-Gesellschaft, bei der er vor allem Bauxit-Lagerstätten erkundete. 1929 reiste er zum Internationalen Geologenkongress nach Pretoria und forschte in Angola. Lotz unterstützte weiter die geologische Erforschung Namibias, zum Beispiel in Kontakt mit Erich Kaiser. Er war Bergrat und hatte einen Professorentitel. Nach der Pensionierung zog er nach Marburg.
Lotz erhielt die Silberne Medaille Bene merenti der Bayerischen Akademie der Wissenschaften und 1936 die Goldene Leibniz-Medaille der Preußischen Akademie der Wissenschaften.
Er war seit 1907 mit Christiane Friederike Marianne Külz (1884–1965) verheiratet und hatte mit ihr die Tochter Cleo.

## Veröffentlichungen
- mit W. Bredow, August Stauch: Die deutschen Diamanten und ihre Gewinnung. Windhoek 1914. Neuauflage, überarbeitet und ergänzt von Andreas Vogt: Eigenverlag, Windhoek 2013, ISBN 978-99945-73-80-6.
- mit Johannes Böhm, Waldemar Weissermel: Geologische und paläontologische Beiträge zur Kenntnis der Lüderitzbuchter Diamantenablagerungen. Geologischen Zentralstelle für die Deutschen Schutzgebiete, 1913.
- Vergleichende Studien über die südwestafrikanische Küste und ihre Diamantenlagerstätten. In: Beiträge zur geologischen Erforschung der deutschen Schutzgebiete. Heft 5. Königliche Geologische Landesanstalt, Berlin 1913.